# Abagrotis mantalini
Abagrotis mantalini är en fjärilsart som beskrevs av Smith 1894. Abagrotis mantalini ingår i släktet Abagrotis och familjen nattflyn. Inga underarter finns listade i Catalogue of Life.